# المسجد الكبير في دوريس
المسجد الكبير في دوريس أو المسجد الجديد هو مسجد تاريخي يقع في مدينة دوريس الساحلية في ألبانيا.

## التاريخ
تم بناؤه عام 1931 في موقع مسجد قديم من العصر العثماني وكان يعد أكبر مسجد في ألبانيا في ذلك التاريخ، أغلق المسجد في عام 1967 تحت دكتاتورية أنور خوجة وهُدمت مئذنته، ومنذ ذلك الحين استُخدم كمركز للشباب، تضرر مرة أخرى في عام 1979 بسبب حدوث زلزال في المنطقة.

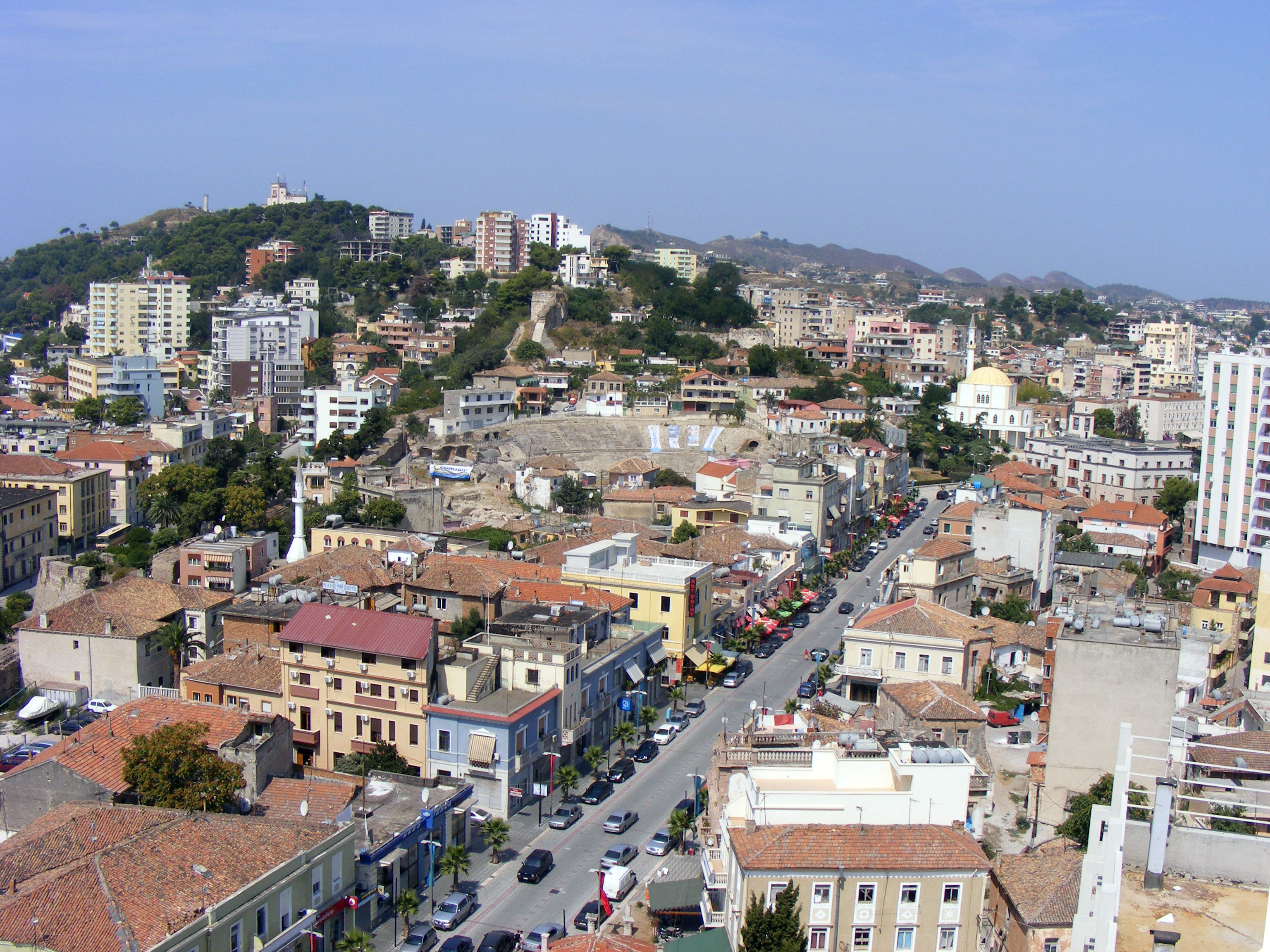
موقع المسجد في المدينة

بمساعدة منظمة الإغاثة الإسلامية التابعة لرابطة العالم الإسلامي أعيد افتتاح المسجد مرة أخرى في عام 1993.